# Campionato bulgaro di football americano 2019
Il Campionato bulgaro di football americano 2019 è la 2ª edizione del campionato di football americano di primo livello, organizzato dalla BAFL.
Era prevista anche la partecipazione dei Sofia Bears, che hanno successivamente rinunciato.

## Squadre partecipanti
| Club                 | Città       | Stadio | Sponsor ufficiale |
| -------------------- | ----------- | ------ | ----------------- |
| Blagoevgrad Griffins | Blagoevgrad |        |                   |
| Sofia Bears          | Sofia       |        |                   |
| Sofia Bulldozers     | Sofia       |        |                   |
| Sofia Knights        | Sofia       |        |                   |

## Stagione regolare

### Calendario

#### 1ª giornata
| Sofia 28 settembre 2019, ore 10:00 | Sofia Bulldozers | 63 – 0 | Sofia Knights | Sporten Kompleks Akademika IV km |

| Sofia 28 settembre 2019, ore 11:30 | Sofia Bulldozers | 17 – 0 | Blagoevgrad Griffins | Sporten Kompleks Akademika IV km |

#### 2ª giornata
| Sofia 5 ottobre 2019, ore 10:00 | Sofia Knights | 23 – 14 | Blagoevgrad Griffins | Sporten Kompleks Akademika IV km |

| Sofia 5 ottobre 2019, ore 11:30 | Sofia Bears | - – - | Blagoevgrad Griffins | Sporten Kompleks Akademika IV km |

#### 3ª giornata
| Sofia 12 ottobre 2019, ore 10:00 | Sofia Knights | - – - | Sofia Bears | Sportakademie Wassil Lewski |

#### 4ª giornata
| Sofia 19 ottobre 2019, ore 10:00 | Sofia Bulldozers | - – - | Sofia Bears | Sportakademie Wassil Lewski |

| Sofia 19 ottobre 2019 | Sofia Bulldozers | 53 – 0 | Blagoevgrad Griffins | Sportakademie Wassil Lewski |

| Sofia 19 ottobre 2019 | Sofia Knights | 0 – 1 (a tavolino) | Sofia Bulldozers | Sportakademie Wassil Lewski |

#### 5ª giornata
| Krupnik 9 novembre 2019, ore 15:00 | Blagoevgrad Griffins | 18 – 0 | Sofia Knights | Arena Krupnik |

### Classifica
La classifica della regular season è la seguente.
- PCT = percentuale di vittorie, G = partite giocate, V = partite vinte,  P = partite perse, PF = punti fatti, PS = punti subiti

| Pos. | Squadra              | PCT   | G | V | N | P | PF  | PS |
| ---- | -------------------- | ----- | - | - | - | - | --- | -- |
| 1    | Sofia Bulldozers     | 1.000 | 4 | 4 | 0 | 0 | 134 | 0  |
| 2    | Blagoevgrad Griffins | .250  | 4 | 1 | 0 | 3 | 32  | 93 |
| 3    | Sofia Knights        | .250  | 4 | 1 | 0 | 3 | 23  | 96 |
| -    | Sofia Bears          | .000  | 0 | 0 | 0 | 0 | 0   | 0  |

## Bulbowl
| Sofia 24 novembre 2019, ore 11:00 | Sofia Bulldozers | - – - | Blagoevgrad Griffins | Sportakademie Wassil Lewski |

## Verdetti
- Sofia Bulldozers Campioni della Bulgaria 2019